# José Manuel Barroso
José Manuel Durão Barroso (phát âm tiếng Bồ Đào Nha: [ʒuˈzɛ mɐnuˈɛɫ duˈɾɐ̃w̃ bɐˈʁozu]; sinh 23 tháng 3 năm 1956) là một chính trị gia người Bồ Đào Nha. Ông là chủ tịch thứ 11 của Ủy ban châu Âu từ ngày 23 tháng 11 năm 2004. Ông là thủ tướng Bồ Đào Nha từ ngày 6 tháng 4 năm 2002 đến 17 tháng 7 năm 2004.